# Élection présidentielle américaine de 2020 en Californie
L'élection présidentielle américaine de 2020 en Californie a lieu le 3 novembre 2020 comme dans les 50 autres États ainsi que le district de Columbia. Les électeurs californiens choisissent des grands-électeurs pour les représenter dans le collège électoral à travers un vote populaire. L'État de Californie possède 55 grands-électeurs . L'État donne tous ses grands électeurs en faveur de Joe Biden et participe ainsi à la victoire de ce dernier qui deviendra futur président des États-Unis en 2021.

## Résultats
| Candidats et colistiers  | Candidats et colistiers            | Partis            | Vote populaire | Vote populaire | Grands électeurs |
| Candidats et colistiers  | Candidats et colistiers            | Partis            | Voix           | %              | Grands électeurs |
| ------------------------ | ---------------------------------- | ----------------- | -------------- | -------------- | ---------------- |
|                          | Joe Biden Kamala Harris            | Parti démocrate   | 9 207 829      | 64,62          | 55               |
|                          | Donald Trump Mike Pence            | Parti républicain | 4 761 119      | 33,41          | 0                |
|                          | Jo Jorgensen Spike Cohen           | Parti libertarien | 138 694        | 0,97           | 0                |
|                          | Howie Hawkins Angela Nicole Walker | Parti vert        | 61 228         | 0,43           | 0                |
|                          | Autres candidats                   | Autres candidats  | 84 119         | 0,57           | 0                |
|                          |                                    |                   |                |                |                  |
| Total                    | Total                              | Total             | 14 249 989     | 100            | 55               |
| Abstention               |                                    |                   |                |                |                  |
| Inscrits / participation |                                    |                   |                |                |                  |

## Analyse
|                                                   | Compté(s)     | Pourcentage |
| ------------------------------------------------- | ------------- | ----------- |
| Comté le plus démocrate                           | San Francisco | 85,7%       |
| Comté le moins démocrate                          | Lassen        | 24,8%       |
| Comté le plus républicain                         | Lassen        | 73,7%       |
| Comté le moins républicain                        | San Francisco | 12,4%       |
| Comté(s) démocrate en 2016 et républicain en 2020 | /             | /           |
| Comté(s) républicain en 2016 et démocrate en 2020 | Butte, Inyo   | /           |